# Domingos Sequeira
Domingos António de Sequeira (Lisboa, 10 de Março de 1768 – Roma, 8 de Março de 1837) foi um pintor português.

## Biografia
De origem modesta, era filho de um barqueiro farense, António do Espírito Santo, e da mulher Rosa Maria de Lima. Foi do seu padrinho, Domingos de Sequeira Chaves, que recebeu o nome próprio, e de quem, mais tarde, aos 17 anos, adoptou o apelido.
Desde muito criança manifestou uma viva inteligência e uma grande vocação artística. O pai vendo aquele talento que alvorecia tão auspicioso, desejou dar-lhe uma posição mais elevada e estudos superiores, destinando-o para médico, mas afinal, por conselho dos que admiravam a vocação tão decidida que a criança manifestava para o desenho, condescendeu em a aproveitar. Nasceu em Belém (Que, na época, pertencia à paróquia da Ajuda), Lisboa, na Rua da Ponte ao Pátio das Vacas, tinha duas irmãs, Maria Rosa e Maria Joaquina, e um irmão, Manuel Vicente, falecido em 1813 na Batalha de Vitória.
Foi educado na Casa Pia de Lisboa, após o qual frequentou o curso de Desenho e Figura na Aula Régia e trabalhou como decorador. Com uma pensão de D. Maria I, em 1788, com 20 anos, partiu para Itália e estudou na Academia Portuguesa em Roma, onde recebeu aulas de pintura e desenho de Antonio Cavallucci.
Admitido, depois, como professor na Accademia di San Luca, aí pintou a Degolação de São João Baptista, a Alegoria da Fundação da Casa Pia de Belém e a O Milagre de Ourique, ganhando vários prémios concedidos pelas academias italianas. 
Regressou a Lisboa em 1795 e de 1798 a 1801 viveu no Convento da Cartuxa de Laveiras, em Caxias (Oeiras).
Nomeado pintor da corte em 1802 e co-director da empreitada de pintura do Palácio da Ajuda, aí pintou abundantemente. Em 1803 foi professor de Desenho e Pintura das princesas, e em 1806, dirige a aula da Academia de Marinha, Porto. Neste período pintou alegorias patrióticas e retratos, fazendo o desenho das peças para oferecer a Beresford.
Viveu intensamente as convulsões políticas da época — foi, sucessivamente, partidário do exército de invasão francês (Junot Protegendo a Cidade de Lisboa, 1808), da aliança inglesa (Apoteose de Wellington, 1811), da revolução liberal (retratos de 33 deputados, 1821) e da Carta Constitucional (D. Pedro IV e Maria II, 1825), exilando-se em França com a contra-revolução absolutista da Vila-Francada, onde expôs, no Salão do Louvre, A Morte de Camões (quadro desaparecido no Brasil), obra que lhe mereceu medalha de ouro e colocação entre os pintores românticos mais representativos, ao lado de Eugène Delacroix.

## Últimos anos e morte
Acabou por se fixar em Roma em 1826, onde se dedicou à pintura religiosa, em visões de luminosidade já romântica (Vida de Cristo, 1828; Juízo Final, 1830). Morreu naquela cidade, sem rever Portugal, encontrando-se o seu túmulo na Igreja de Santo António dos Portugueses. Foi igualmente autor da baixela neoclássica de cem peças oferecida a Wellington em 1811-1816 que se encontra presentemente na Apsley House. 
Em termos estéticos é considerado o pintor de transição do Neoclassicismo para o Romantismo.

## Casamento e descendência
Casou a 16 de outubro de 1809 na Basílica dos Mártires com Mariana Benedita Vitória Verde (São Julião, Lisboa, 17 de janeiro de 1778 - Santos-o-Velho, Lisboa, 15 de fevereiro de 1814), filha de um comerciante de ascendência italiana, Manuel Baptista Verde (Lisboa, São Paulo, 17 de Setembro de 1735 - Lisboa, Mártires, 12 de Fevereiro de 1806), e de sua mulher Joaquina Vitória de Meireles (bap. Lisboa, Mártires, 1 de Janeiro de 1744 - 1782), sendo irmã de João Baptista Verde, que travou amizade com o pintor Domingos Sequeira, o qual ajudou aquando da sua prisão em 1809. Saído da prisão, Sequeira casou-se com a irmã de João Baptista.[1] Sequeira executou um conhecido quadro (actualmente no Museu Nacional de Arte Antiga), onde figuram João Baptista e Mariana Benedita; ele fardado de Voluntário Real do Comércio, onde assentou praça no regimento de infantaria a 30 de Janeiro de 1809.[1] Mariana era também tia-avó do poeta e escritor Cesário Verde.
Deste matrimónio nasceram os seguintes filhos: 
- Mariana Benedita Vitória Verde / de Sequeira (Anjos, Lisboa, 7 de Fevereiro/Dezembro de 1812 - Roma, Itália, ?), que serviu de modelo de um dos mais famosos retratos de Sequeira, em 1822 (Museu Nacional de Arte Antiga); casou com João Pedro Miguéis de Carvalho e Brito (21 de Setembro de 1786 - Pombal, Venda da Cruz, 21 de Novembro de 1853), 1.º Barão de Venda da Cruz, filho de João Pedro Miguéis de Carvalho e de sua mulher Bárbara Libéria Madalena, tendo dois filhos: Filipe Miguéis de Carvalho e Brito (Roma, 1849 - Civitavecchia, 13 de Setembro de 1867), 2.º Barão de Venda da Cruz, que morreu jovem, e Ana de Jesus Verde de Carvalho e Brito / Miguéis de Carvalho e Brito (c. 1835 / 1830 - ?), que casou com o conde russo Dimitri Petrovich Buturlin (1828 - 1879), filho do conde Piotr Dmitrievich Buturlin (1794 - 1853) e de sua mulher Aurora Poniatowska (c. 1800 - 1872), neto paterno do conde Dmitri Petrovich Buturline e de sua mulher a condessa Anna Artemievna Vorontzova e neto materno natural de Józef Poniatowski e de Julia Grocholska, com descendência;
- Domingos António de Sequeira Júnior (Santos-o-Velho, Lisboa, 15 de fevereiro de 1814 - Santos-o-Velho, Lisboa, 27 de março de 1816), em cujo parto faleceu a sua mãe.

## Obras
- Alegoria da Fundação da Casa Pia de Belém (1792-94)
- O Milagre de Ourique (1793)
- Junot Protegendo a Cidade de Lisboa (1808)
- Lisboa protegendo os seus habitantes (1812)
- Sopa dos Pobres em Arroios (1813)
- Retrato da Família do 1.º Visconde de Santarém (1816)
- Retrato de Domingos e Mariana Benedita Vitória de Sequeira (1816)
- Adoração dos Magos (1828)

## Galeria

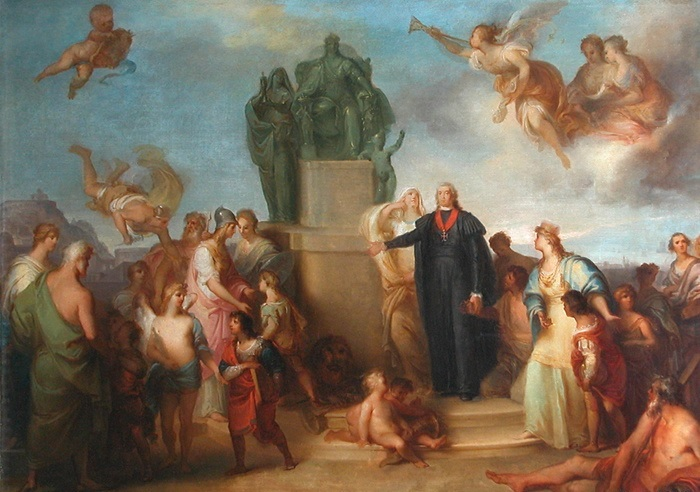
Alegoria à Fundação da Casa Pia, 1792-1794 (Museu do Louvre)
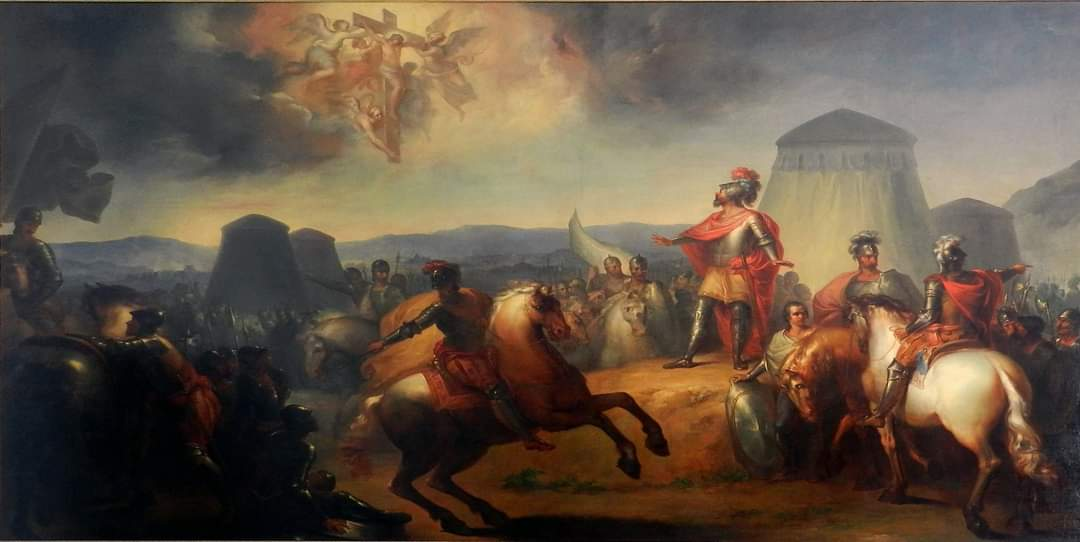
O Milagre de Ourique, 1793 (Musée Louis-Philippe)
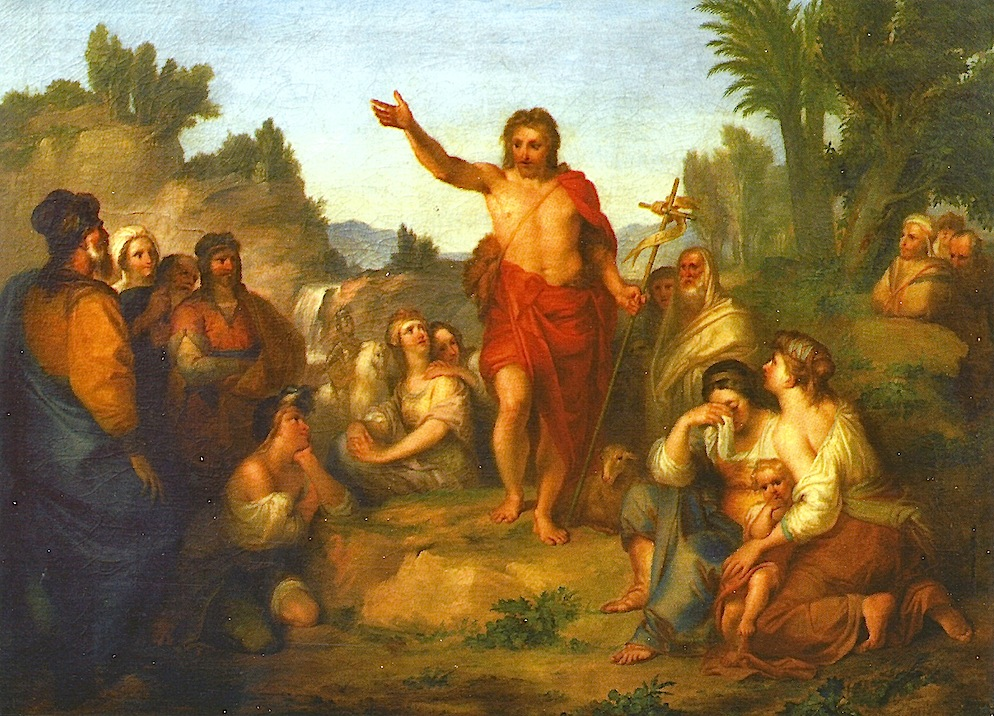
Pregação de S. João Baptista, 1793 (Paço Ducal de Vila Viçosa)
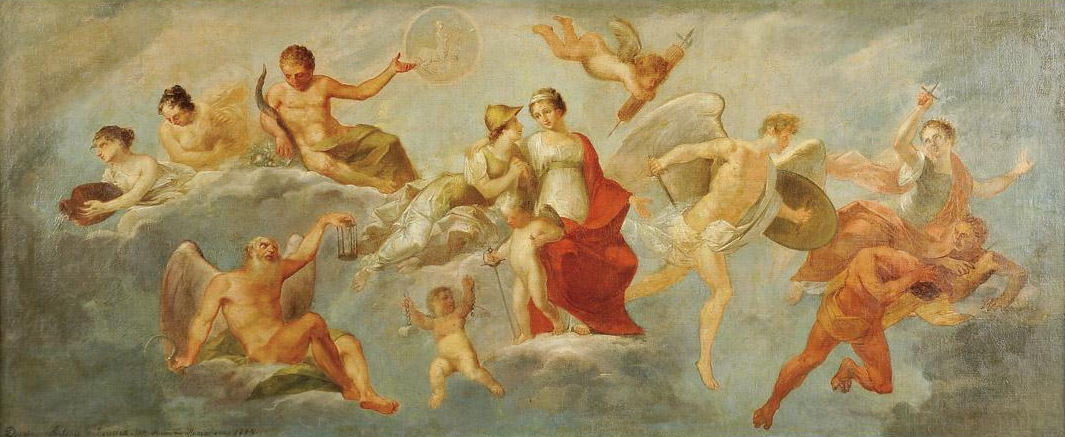
Deuses no Olimpo, 1794
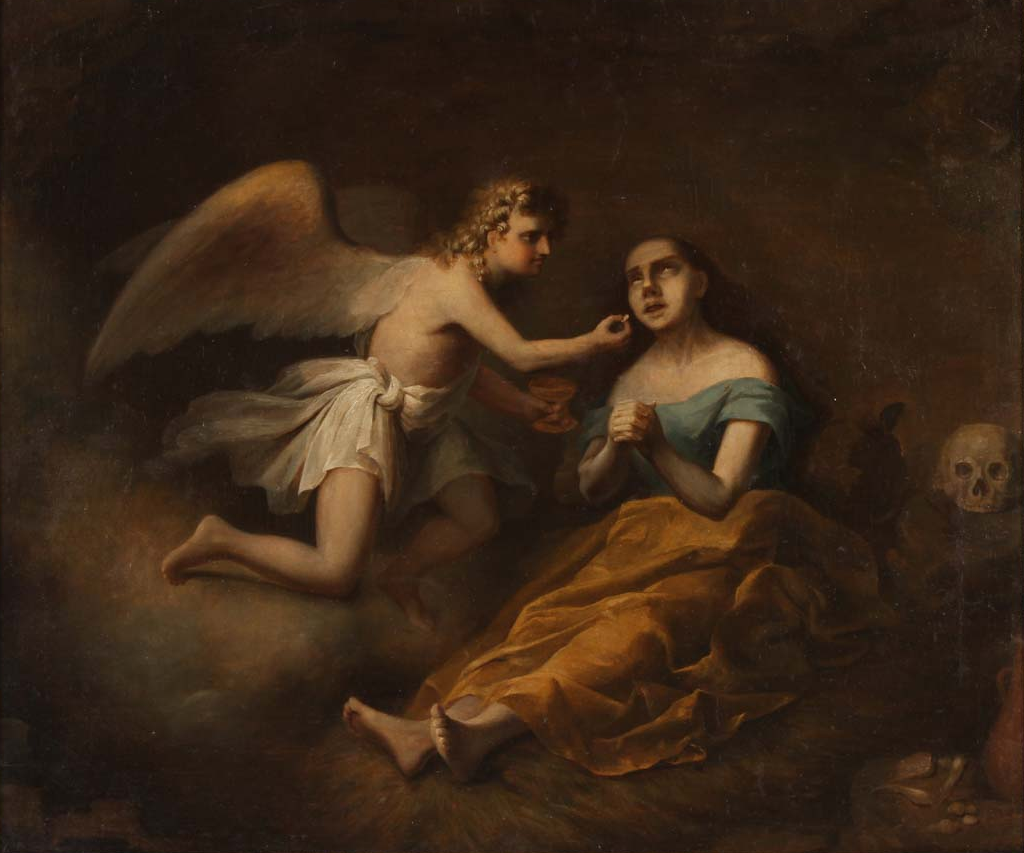
Última Comunhão de Santa Maria Madalena, c. 1800
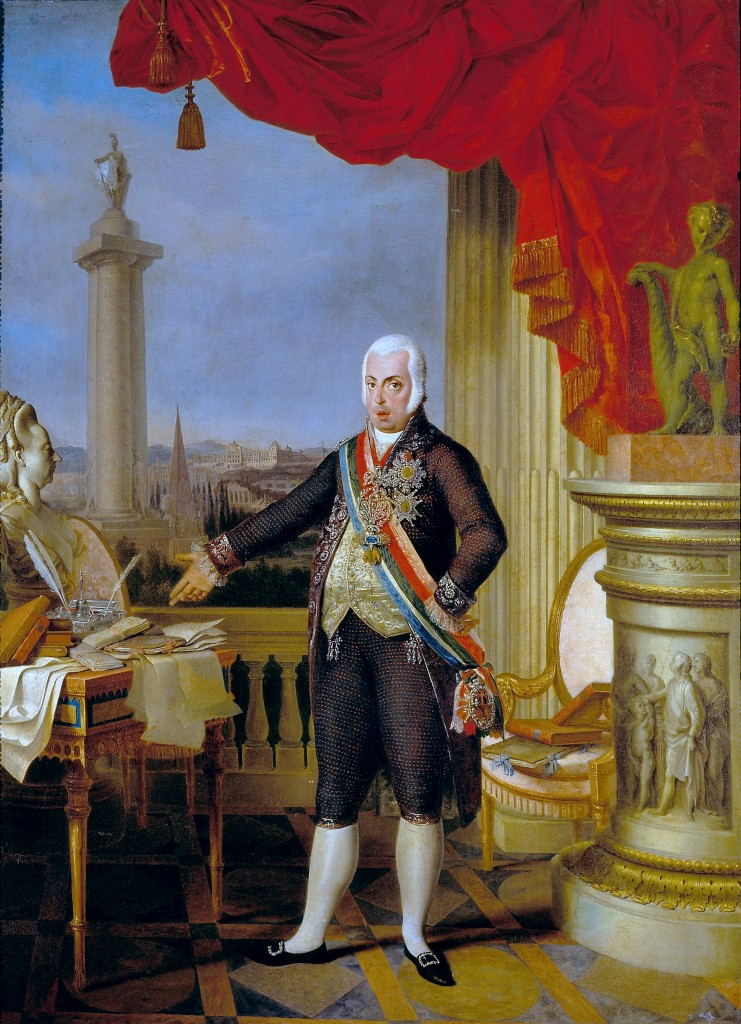
Príncipe Regente, João, 1802 (Palácio Nacional da Ajuda)
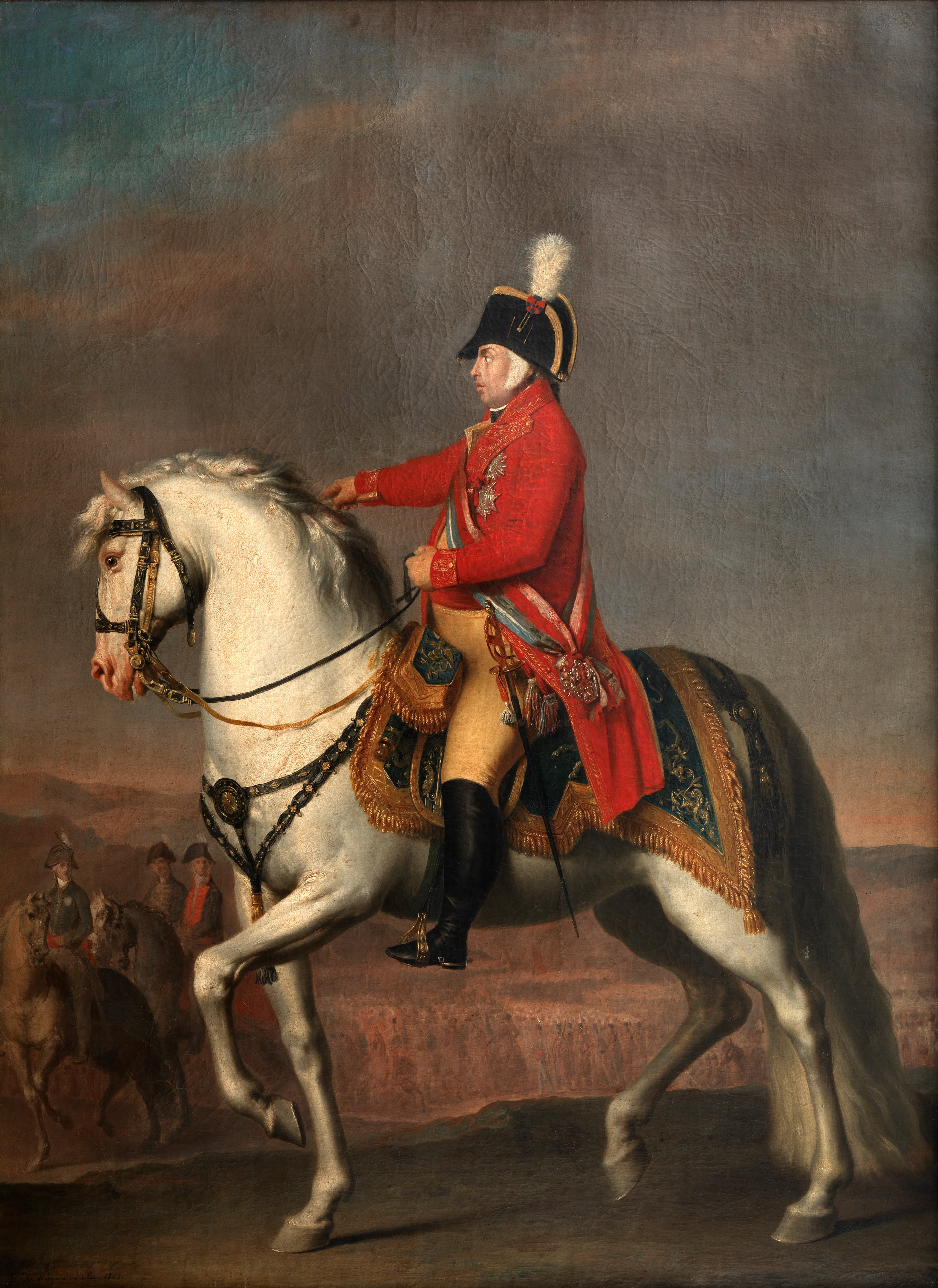
O Príncipe Regente passando revista às tropas na Azambuja, 1803 (Palácio Nacional de Queluz)
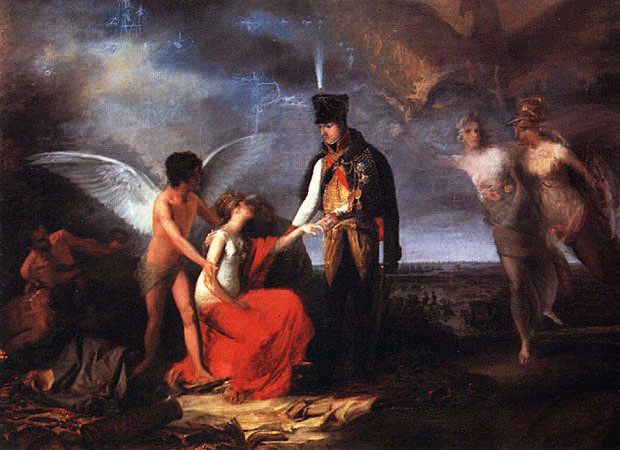
Junot protegendo a cidade de Lisboa, 1808 (Museu Nacional Soares dos Reis)
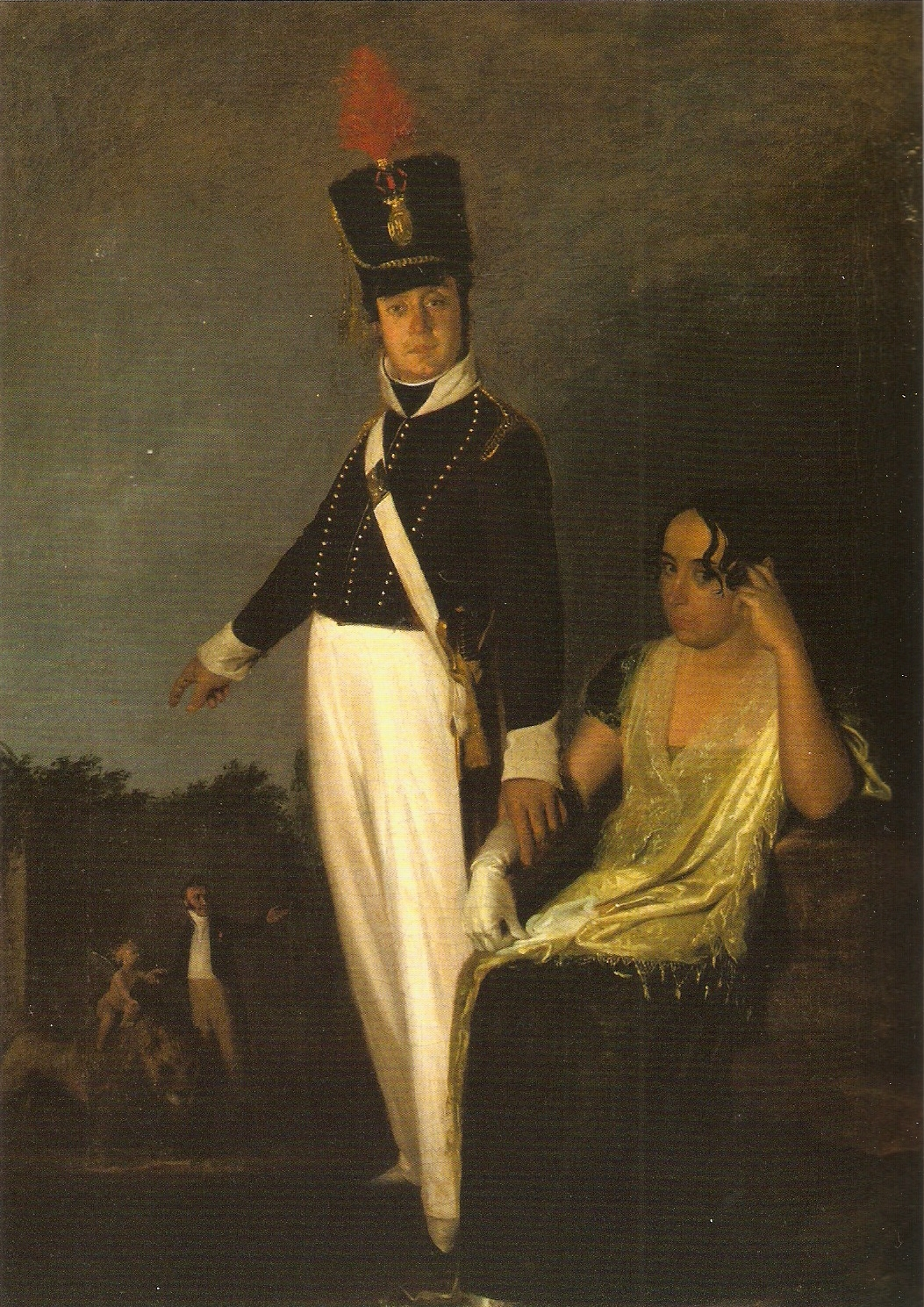
João Baptista Verde e Mariana Benedita, 1809  (Museu Nacional de Arte Antiga)
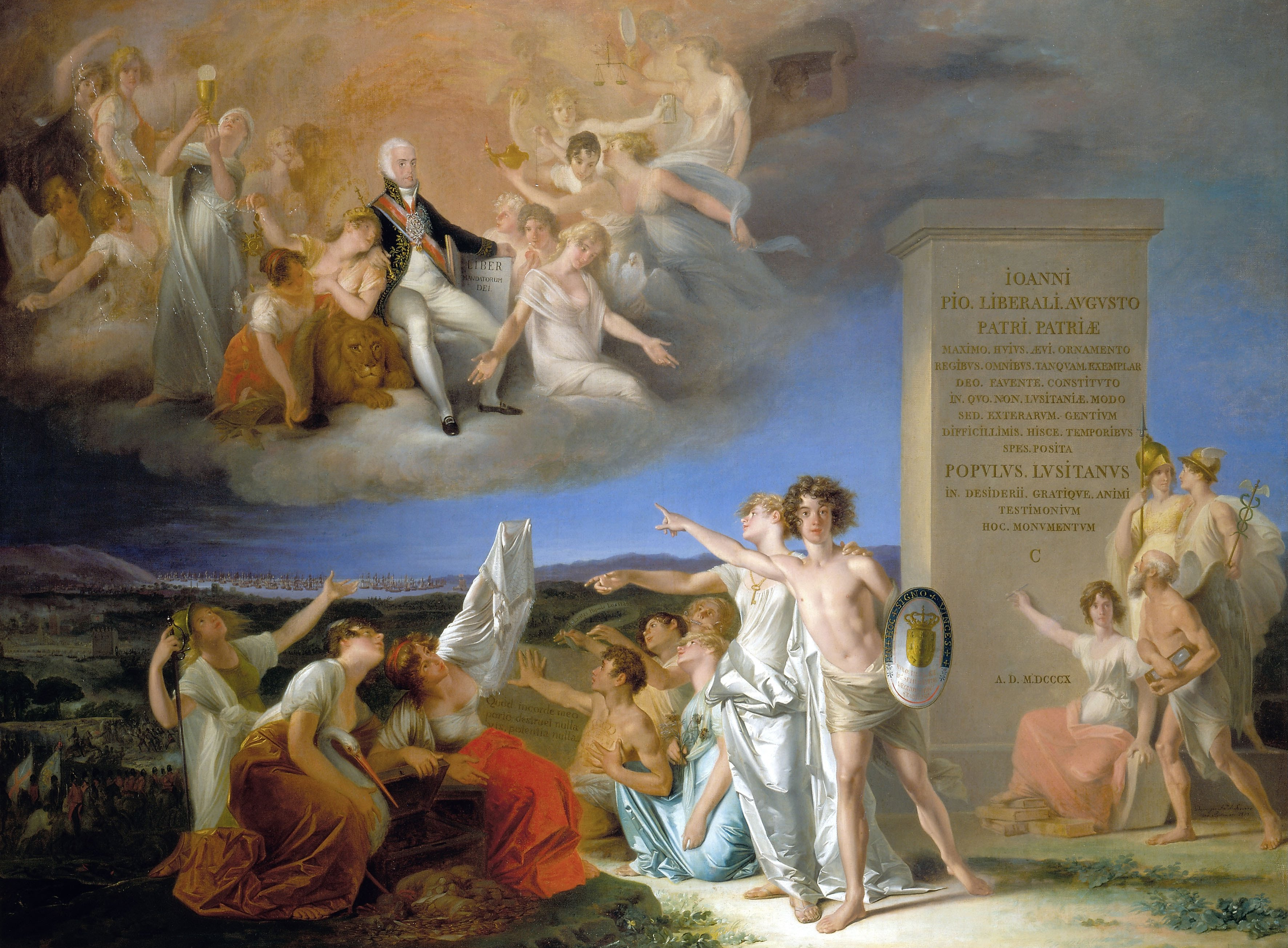
Alegoria às virtudes de D. João VI, 1810 (Palácio Nacional de Queluz)
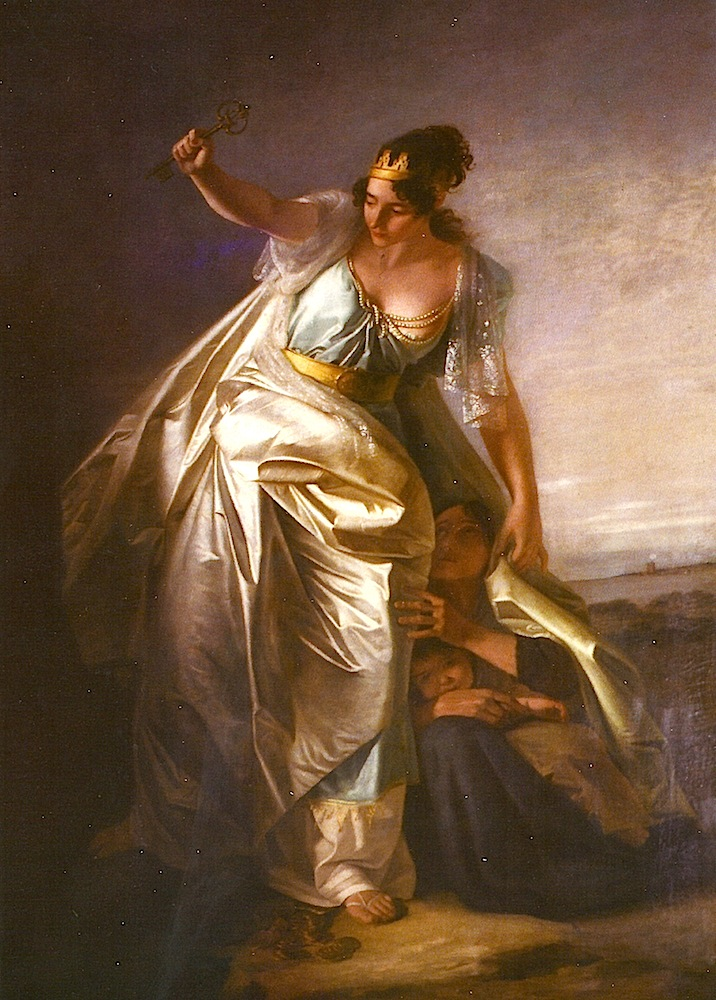
Lisboa protegendo os seus habitantes, 1812 (Museu da Cidade de Lisboa)
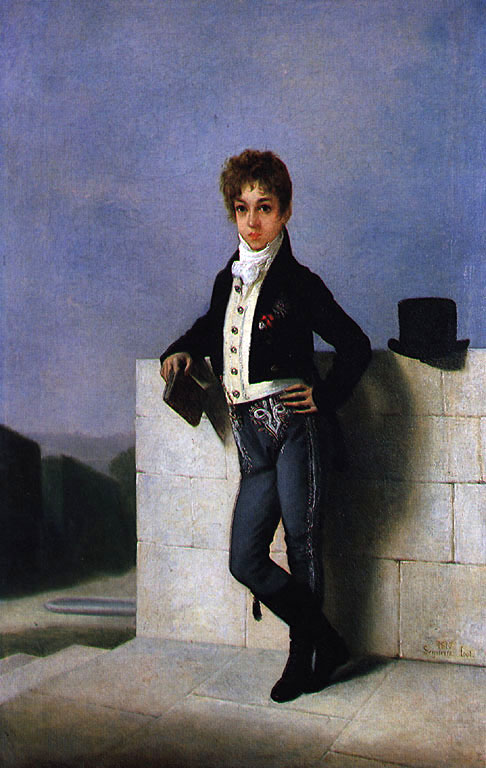
O Conde de Farrobo, 1813 (Museu Nacional de Arte Antiga)
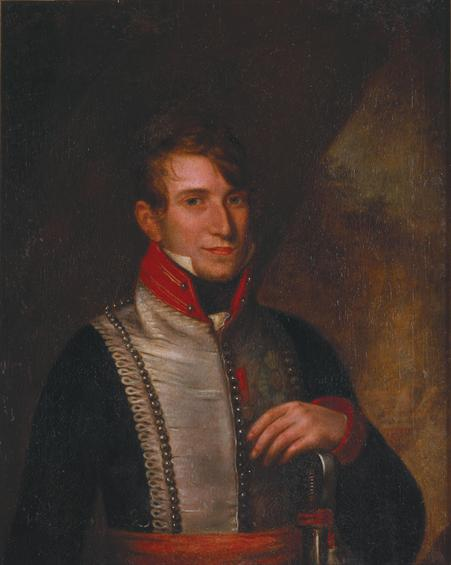
D. Pedro de Sousa Holstein, 1.º Duque de Palmela
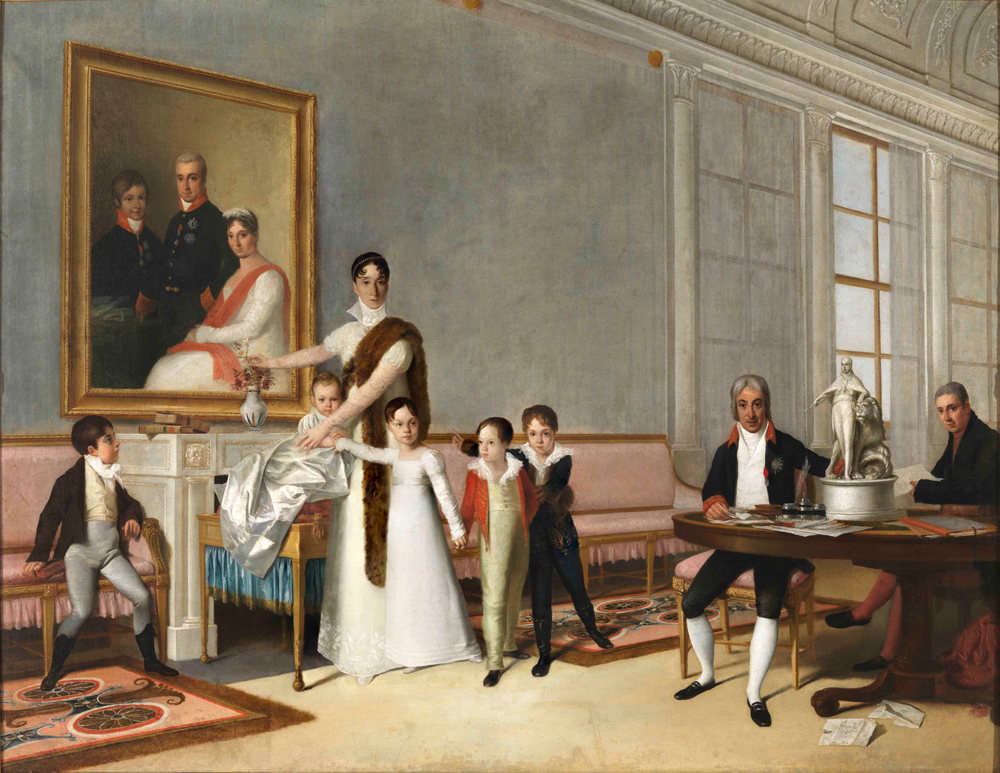
Retrato da Família do 1.º Visconde de Santarém, 1816 (Museu Nacional de Arte Antiga)
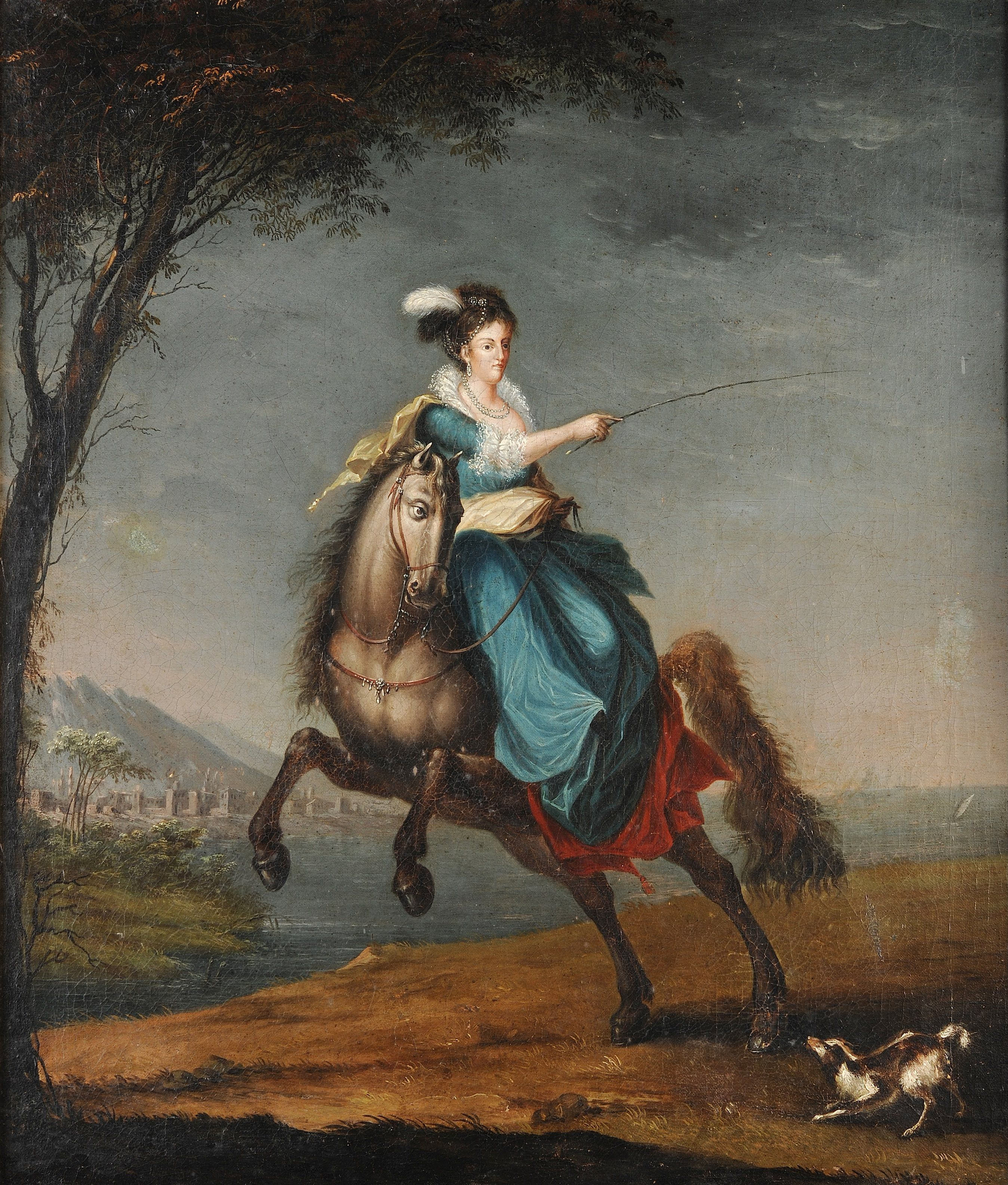
Retrato Equestre de D. Carlota Joaquina, 1817 (Museu Imperial)
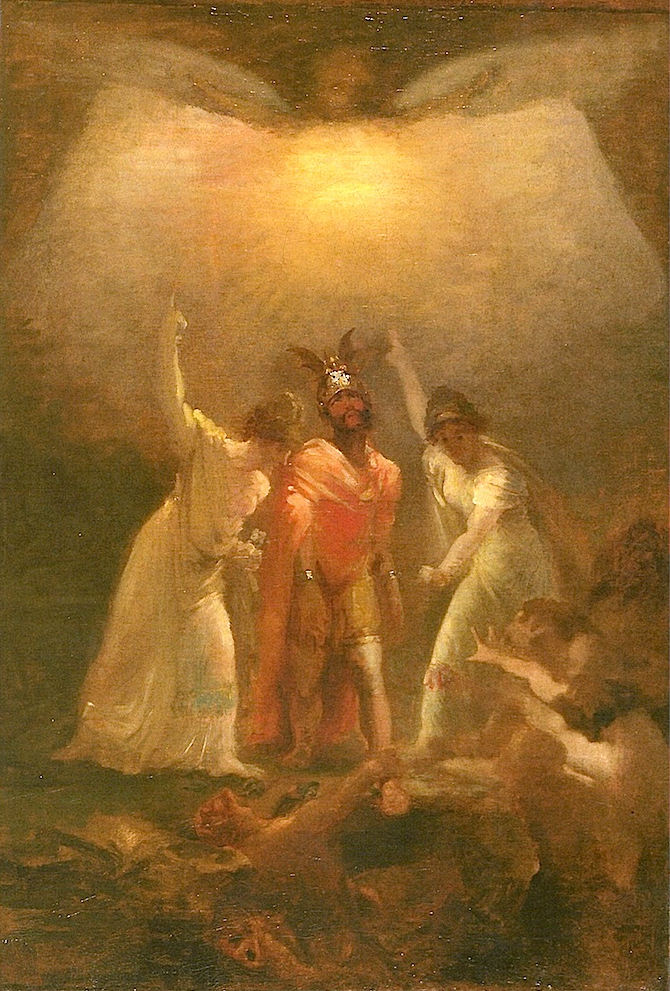
Portugal à beira do abismo, 1820
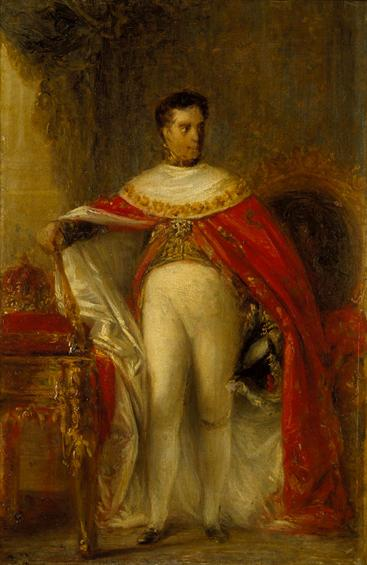
D. João VI, 1821
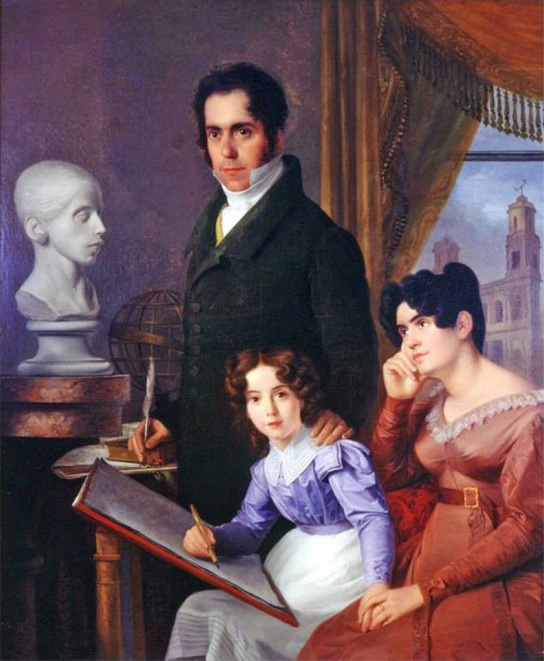
A Família Barros, 1822
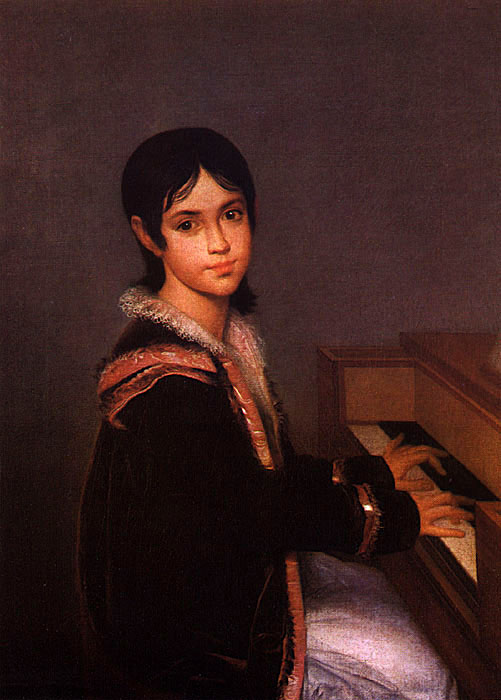
Mariana Benedita Sequeira, 1822 (Museu Nacional de Arte Antiga)
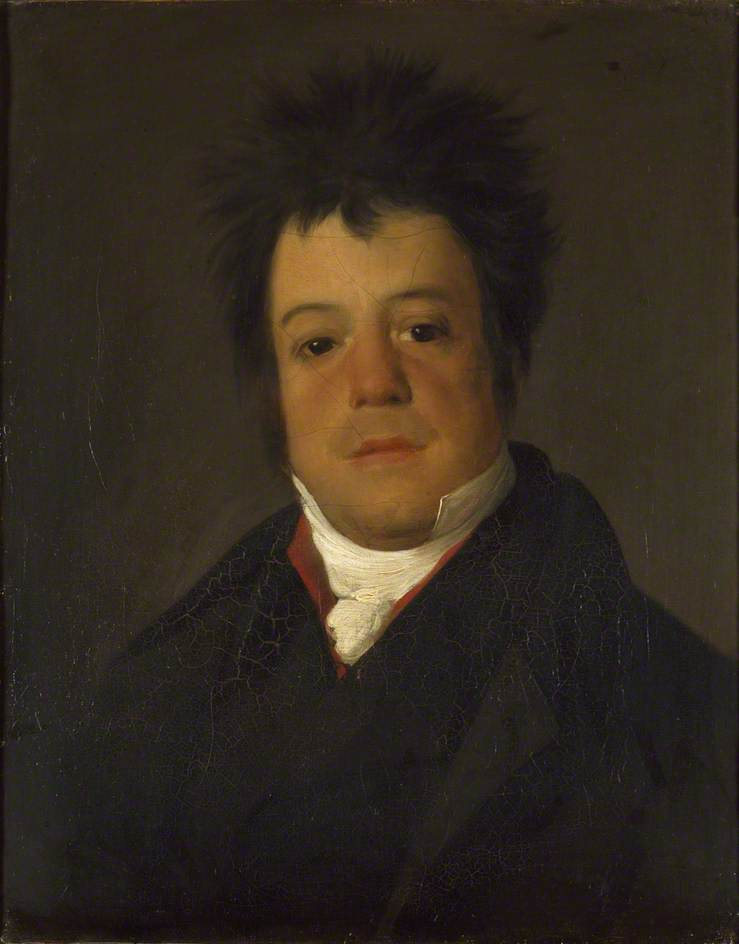
Adrião Ribeiro Neves, 1825 (Ashmolean Museum of Art and Archaeology)
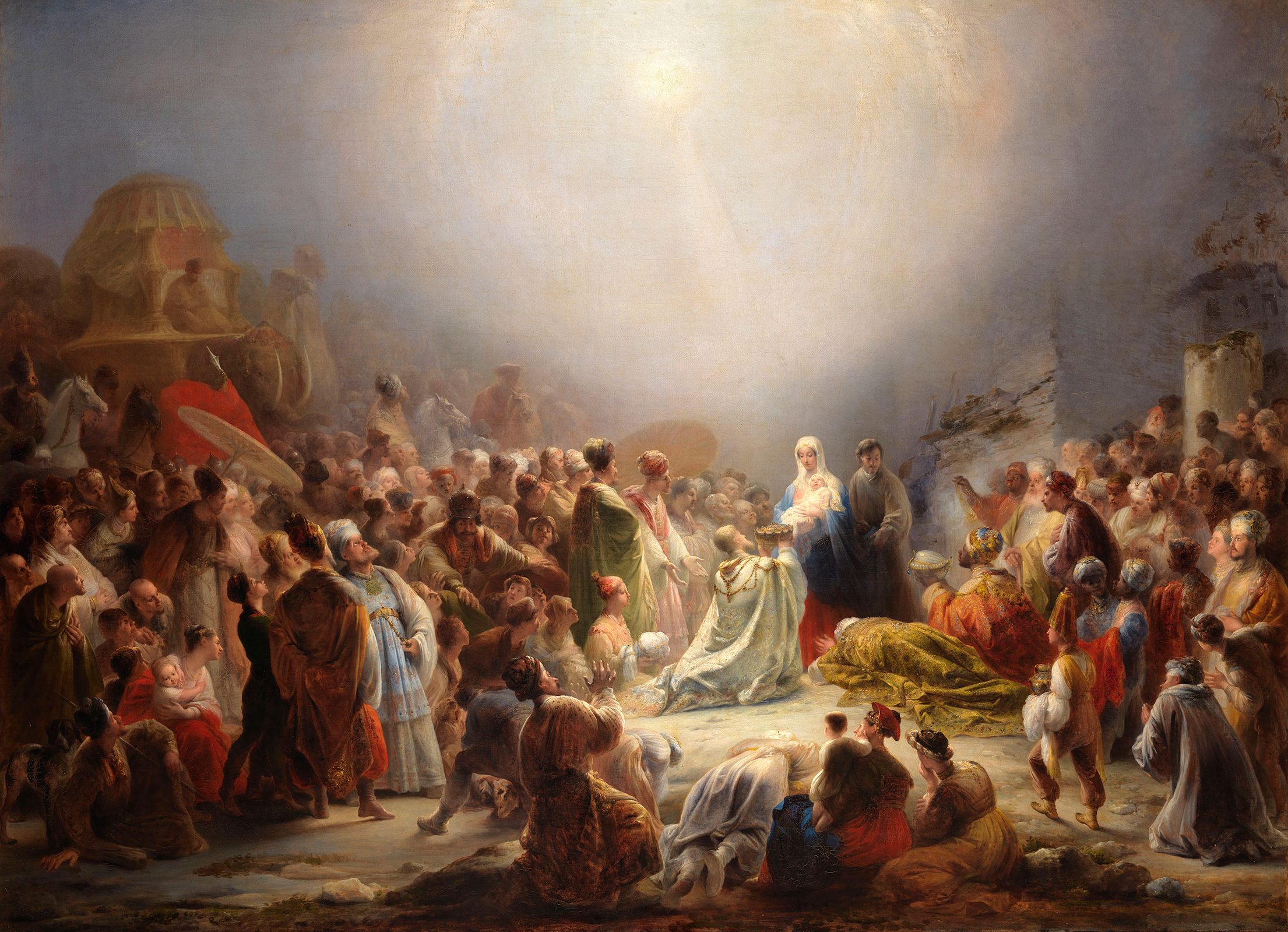
Adoração dos Magos, 1828
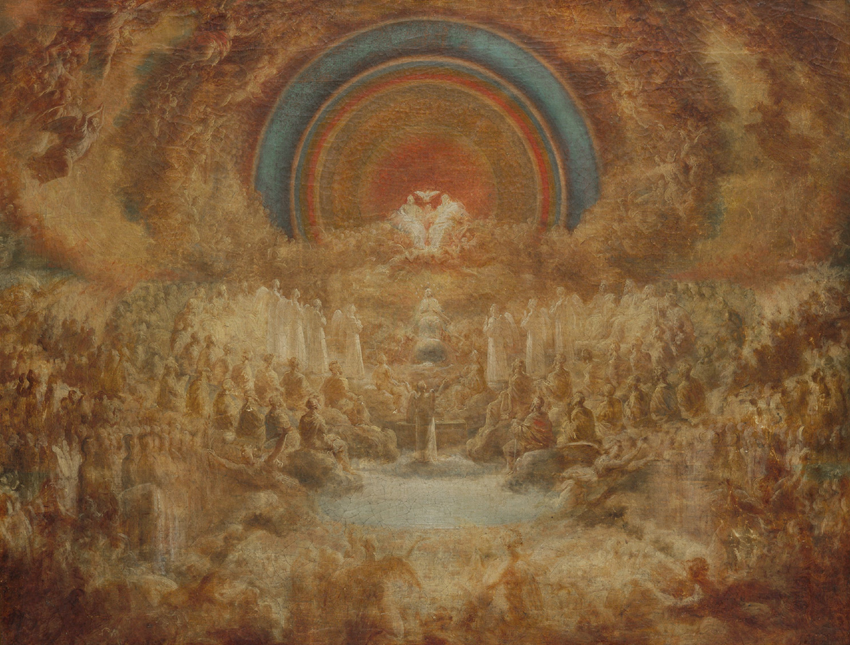
Coroação da Virgem, c. 1830 (Museu Nacional de Arte Antiga)
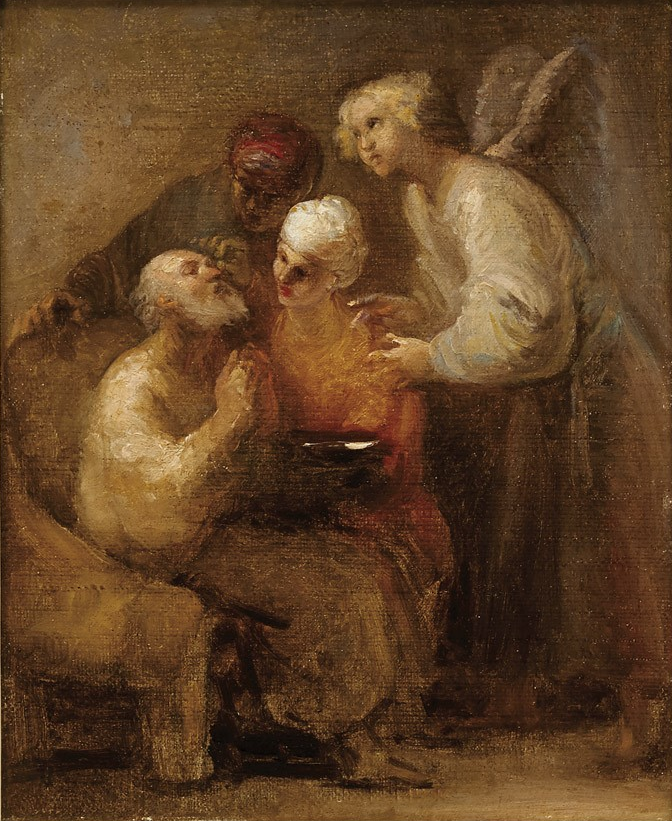
Tobias cura a cegueira de seu pai, S.D.
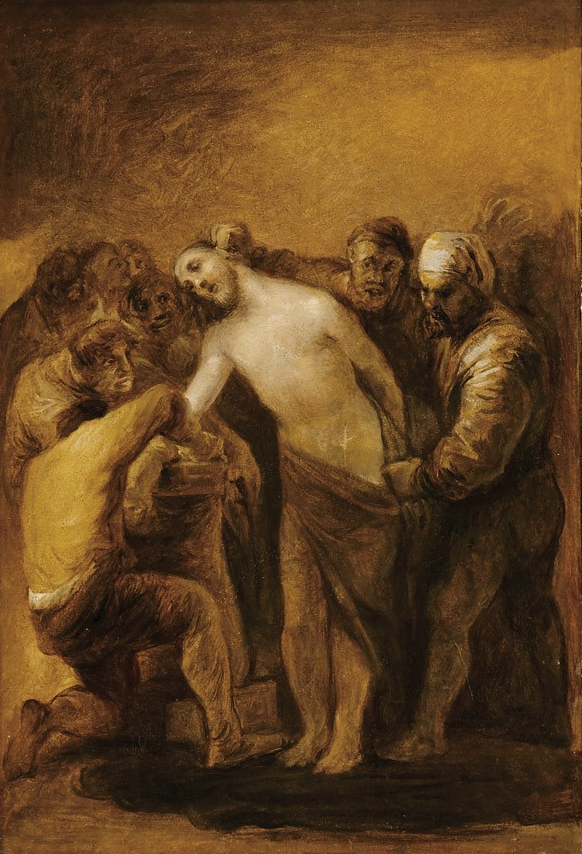
Jesus é despojado das Suas vestes, S.D.
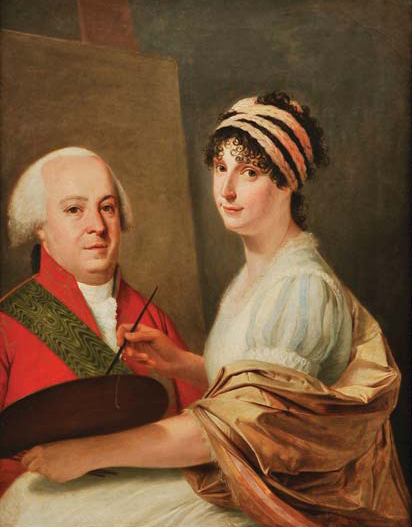
Retrato dos Condes de Linhares, S.D.
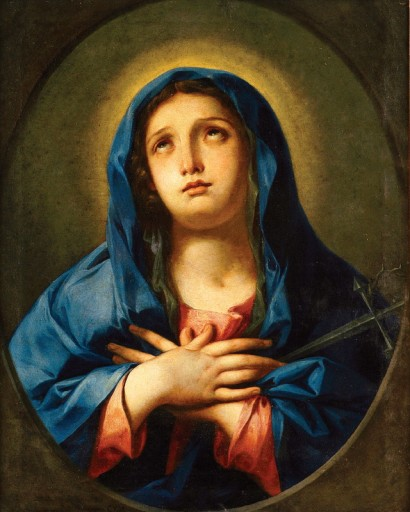
Nossa Senhora das Dores, S.D.